# Christian Schmidt (homme politique, 1957)
Pour les articles homonymes, voir Christian Schmidt et Schmidt.
Christian Schmidt, né le 26 août 1957 à Obernzenn (RFA), est un homme politique allemand membre de l'Union chrétienne-sociale en Bavière (CSU). Il est ministre fédéral de l'Alimentation et de l'Agriculture de 2014 à 2018, ministre fédéral des Transports et des Réseaux numériques par intérim de 2017 à 2018 et haut représentant international en Bosnie-Herzégovine depuis 2021.

## Biographie

### Formation et vie professionnelle
Hans Christian Friedrich Schmidt a une formation de juriste.

### Engagement politique
Il est nommé secrétaire d'État parlementaire du ministère fédéral de la Défense le 22 novembre 2005. Huit ans plus tard, le 17 décembre 2013, il devient secrétaire d'État parlementaire du ministère fédéral de la Coopération économique et du Développement.
Vice-président de la CSU depuis 2011, il est choisi le 17 février 2014 comme nouveau ministre fédéral de l'Alimentation et de l'Agriculture du cabinet Merkel III, en remplacement de Hans-Peter Friedrich,,.
Fin novembre 2017, il est fermement critiqué par la chancelière Angela Merkel pour avoir soutenu le renouvellement du glyphosate, contre l'avis du gouvernement, ce qui provoque une polémique.